# Irving Langmuir
Irving Langmuir (ur. 31 stycznia 1881 w Nowym Jorku, zm. 16 sierpnia 1957 w Woods Hole, Massachusetts) – amerykański fizykochemik, pionier badań nad wyładowaniami elektrostatycznymi w gazach i zjawiskami powierzchniowymi. Laureat Nagrody Nobla w dziedzinie chemii w 1932 roku za osiągnięcia w chemii powierzchni.

## Życiorys
Urodził się w Brooklynie. Do 1903 studiował metalurgię na Columbia University, a następnie uzyskał doktorat z chemii fizycznej na Uniwersytecie w Getyndze pod kierunkiem noblisty, Waltera Nernsta. Po powrocie do USA pracował jako nauczyciel chemii w Stevens Institute of Technology  w Hoboken. Praca ta nie satysfakcjonowała go, więc zatrudnił się w nowo powstałym General Electric Research Laboratory w Schenectady. Tam pracował nad przepływem prądu przez zjonizowane gazy, konstruując nowe przyrządy do badań.

## Dokonania naukowe
Jako pierwszy na świecie, prowadził systematyczne badania monowarstw adsorpcyjnych na powierzchni cieczy, które od jego nazwiska nazywa się warstwami Langmuira. Warstwy te stanowią do dziś podstawowe narzędzie do badania rozmaitych własności fizykochemicznych „pojedynczych” cząsteczek. Langmuir opracował także metodę przenoszenia takich monowarstw na podłoże stałe. Technika ta została później rozwinięta przez jego współpracowniczkę, Katharine Burr Blodgett, która opracowała metodę tworzenia wielowarstw molekularnych, nazywanych warstwami Langmuira-Blodgett. W ramach badań nad monowarstwami zaproponował koncepcję podstawowej izotermy adsorpcji nazwaną później izotermą Langmuira (1916).
Oprócz tego od jego nazwiska pochodzi palnik Langmuira, który jest wysokowydajną, prostą konstrukcją palnika wodorowego stosowanego do dzisiaj powszechnie w laboratoriach do obróbki szkła oraz sonda Langmuira do badań plazmy. Innym jego wynalazkiem jest pompa dyfuzyjna, za pomocą której można uzyskiwać w laboratoriach tzw. wysoką próżnię (rzędu 10−5 Tr), będąca nadal w powszechnym użyciu jako element współczesnych linii próżniowych. Udoskonalił też konstrukcję żarówki przez wprowadzenie do niej obojętnego gazu.
W 1946 Langmuir pracował nad sztucznym wywoływaniem deszczu wraz z meteorologiem Bernardem Vonnegutem, bratem pisarza, Kurta. Stał się pierwowzorem postaci Dr. Felixa Hoenikkera z powieści Kocia kołyska. Jest również autorem koncepcji substancji lód-9, grającej w tej powieści ważną rolę.